# Сутех IV
Сутех — давньоєгипетський фараон з XIII династії.

## Життєпис
Правив Єгиптом з Мемфіса упродовж досить короткого періоду.